# Castel Guelfo di Bologna
Castel Guelfo di Bologna is een gemeente in de Italiaanse metropolitane stad Bologna (regio Emilia-Romagna) en telt 3731 inwoners (31-12-2004). De oppervlakte bedraagt 28,6 km², de bevolkingsdichtheid is 124 inwoners per km².

## Demografie
Castel Guelfo di Bologna telt ongeveer 1428 huishoudens. Het aantal inwoners steeg in de periode 1991-2001 met 24,5% volgens cijfers uit de tienjaarlijkse volkstellingen van ISTAT.
| Jaar | Inwoneraantal |
| ---- | ------------- |
| 1991 | 2789          |
| 2001 | 3473          |

## Geografie
De gemeente ligt op ongeveer 32 meter boven zeeniveau.
Castel Guelfo di Bologna grenst aan de volgende gemeenten: Castel San Pietro Terme, Dozza, Imola, Medicina.